# Kecamatan Raijua
Kecamatan Raijua är ett distrikt i Indonesien.   Det ligger i provinsen Nusa Tenggara Timur, i den södra delen av landet, 1 700 km öster om huvudstaden Jakarta. Kecamatan Raijua ligger på ön Pulau Raijua.